# 博貝爾卡
49°12′3″N 22°48′4″E / 49.20083°N 22.80111°E

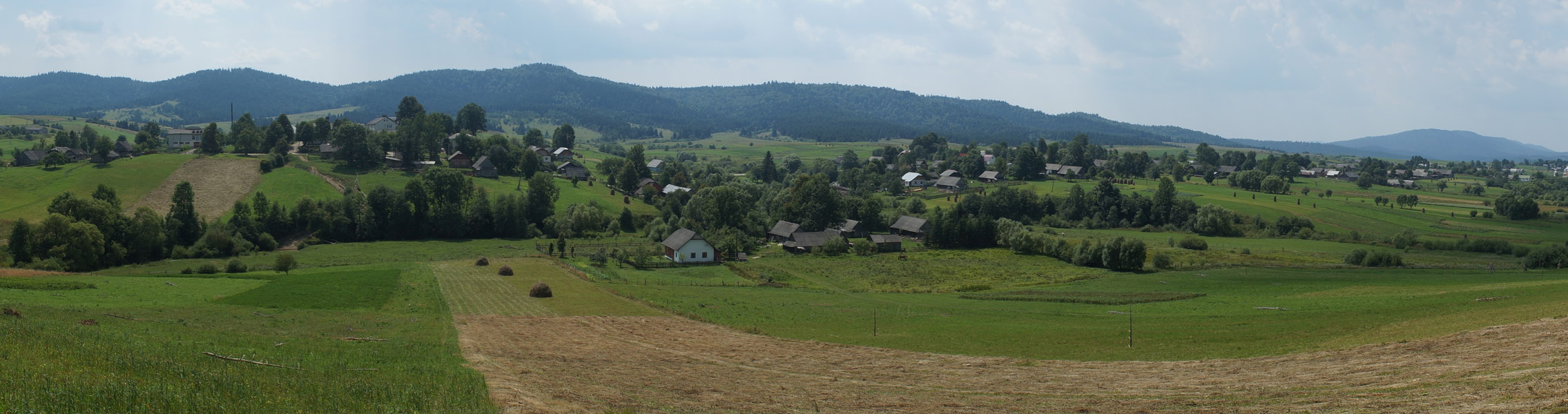

博貝爾卡（羅馬化：Boberka）是烏克蘭西部的村莊，隸屬利維夫州的桑比爾區。該村處於里卡河畔，始建於1537年，面積4.7平方公里，海拔高度614米，2001年人口1,203。